# Enschedese Boys in het seizoen 1960/61
Het seizoen 1960/1961 was het zesde jaar in het bestaan van de Enschedese betaaldvoetbalclub Enschedese Boys. De club kwam uit in de Eerste divisie A en eindigde daarin op de vijfde plaats. Tevens deed de club mee aan het toernooi om de KNVB beker, hierin werd in de eerste ronde verloren van Oldenzaal (1–2).

## Wedstrijdstatistieken

### Eerste divisie A
|       | AGOVV | BVV   | D.F.C. | EDO   | Fortuna | Helmondia '55 | Hermes DVS | HVC   | KFC   | Leeuwarden | Limburgia | RBC   | Stormvogels | Veendam | Vitesse | Volendam | De Volewijckers |
| ----- | ----- | ----- | ------ | ----- | ------- | ------------- | ---------- | ----- | ----- | ---------- | --------- | ----- | ----------- | ------- | ------- | -------- | --------------- |
| Thuis | 1 – 1 | 7 – 0 | 5 – 2  | 4 – 1 | 4 – 2   | 3 – 2         | 7 – 2      | 4 – 1 | 2 – 1 | 8 – 1      | 1 – 2     | 6 – 4 | 5 – 0       | 2 – 2   | 0 – 0   | 1 – 0    | 1 – 2           |
| Uit   | 2 – 3 | 2 – 0 | 4 – 1  | 5 – 4 | 2 – 2   | 2 – 2         | 4 – 3      | 6 – 1 | 3 – 2 | 1 – 2      | 1 – 1     | 3 – 3 | 1 – 2       | 3 – 3   | 2 – 1   | 2 – 1    | 3 – 3           |

### KNVB beker
| Groepsfase                                        | Tubantia                                                                                                 | 3 – 4 (1 – 3) | Enschedese Boys                                                 |
| 14 augustus 1960 Plaats: Hengelo Stadion Veldwijk | Willy Roters 14', –', 84'                                                                                |               | –', –' Gerrit Moddejonge Henk Leusink 46' (pen.) Richard Paauwe |
| Groepsfase                                        | Enschedese Boys                                                                                          | 2 – 0 (0 – 0) | Sportclub Enschede                                              |
| 17 augustus 1960 Plaats: Enschede Heekpark        | Abe Lenstra 65' Koen Weijdijk 78'                                                                        |               |                                                                 |
| Groepsfase                                        | Oldenzaal                                                                                                | 2 – 2 (1 – 1) | Enschedese Boys                                                 |
| 18 september 1960 Plaats: Oldenzaal Haerstraat    | Peter Hoomans 9', 59'                                                                                    |               | 30', 72' Henk Leusink                                           |
| Groepsfase                                        | Enschedese Boys                                                                                          | 6 – 2 (0 – 1) | Rigtersbleek                                                    |
| 30 oktober 1960 Plaats: Enschede Heekpark         | Gerrit Moddejonge –', 60' Frans Olde Riekerink Koen Weijdijk –', –' Gerrit Nijsink –' (pen.) Abe Lenstra |               | 1' Hennie Vrelink                                               |
| 1e ronde                                          | Oldenzaal                                                                                                | 2 – 1 (1 – 1) | Enschedese Boys                                                 |
| 27 april 1961 Plaats: Oldenzaal Haerstraat        | Herman Schouwink 31' Henk Renssen 62'                                                                    |               | 44' Abe Lenstra                                                 |

## Statistieken Enschedese Boys 1960/1961

### Eindstand Enschedese Boys in de Nederlandse Eerste divisie A 1960 / 1961
| Stand | Gespeeld | Gewonnen | Gelijk | Verloren | Punten | Doelpunten voor | Doelpunten tegen |
| ----- | -------- | -------- | ------ | -------- | ------ | --------------- | ---------------- |
| 5e    | 34       | 15       | 9      | 10       | 39     | 95              | 69               |

### Topscorers
| #                 | Naam                   | Goal |
| ----------------- | ---------------------- | ---- |
| 1.                | Gerrit Moddejonge      | 24   |
| 2.                | Henk Leusink           | 16   |
| 3.                | Abe Lenstra            | 13   |
| 3.                | Gerrit Nijsink         | 13   |
| 5.                | Koen Weijdijk          | 10   |
| 6.                | Bennie van Stuivenberg | 9    |
| 7.                | Richard Paauwe         | 3    |
| 8.                | Piet Engelen           | 2    |
| 8.                | Egbert ter Mors        | 2    |
| 10.               | Bennie van Raalte      | 1    |
| 10.               | Jan Verhoeven          | 1    |
| Onbekend doelpunt |                        |      |
| –                 | Onbekend               | 1    |
| Totaal            | Totaal                 | 95   |

| #      | Naam                 | Goal |
| ------ | -------------------- | ---- |
| 1.     | Gerrit Moddejonge    | 4    |
| 2.     | Abe Lenstra          | 3    |
| 2.     | Henk Leusink         | 3    |
| 2.     | Koen Weijdijk        | 3    |
| 5.     | Gerrit Nijsink       | 1    |
| 5.     | Frans Olde Riekerink | 1    |
| 5.     | Richard Paauwe       | 1    |
| Totaal | Totaal               | 18   |